# Ђуро Курепа
Ђуро Курепа (Мајске Пољане, код Глине, 16. август 1907 — Београд, 2. новембар 1993) био је српски и југословенски математичар, професор универзитета и академик САНУ. Курепа је интернационално значајан математичар, посебно по свом раду у теорији скупова и општој топологији.

## Биографија
Рођен је као четрнаесто дете у породици Рада и Анђелије Курепе, 16. августа 1907. године у Мајским Пољанама близу Глине. Дипломирао је математику и физику на Универзитету у Загребу 1931. године. Следеће године уписао је Француски колеџ (фр. College de France) У Паризу, а 1935. одбранио докторску дисертацију под називом Ensembles ordonnées et ramifiés на Сорбони, пред комисијом коју су чинили Пол Монтел, Арно Денжу и његов ментор, Морис Фреше.
У математику је увео операцију левог факторијела. Поставио је такозвану Курепину хипотезу, али за ово тврђење није могао да пронађе доказ. Тек 11 година после његове смрти, два француска математичара су пронашла доказ Курепине хипотезе.
У периоду од 1937. до 1965. радио је као професор на Универзитету у Загребу, а од 1965. до 1977. био је редовни професор тадашњег Природно-математичког факултета Универзитета у Београду. Ђуро Курепа је 15. децембра 1988. постао редовни члан Српске академије наука и уметности.
Објављивао је научне радове у најпрестижнијим европским и свјетским математичким часописима: Matematische Annalen, Izvestiya Akademii nauk SSSR, Fundamenta Mathematicae, Acta Mathematica, Comptes Rendus de l'Académie des sciences, Bulletin de la Société Mathématique de France, Zeitschrift für mathematische Logik und Grundlagen der Mathematik, Journal of Symbolic Logic, Pacific Journal of Mathematics.
Као математичар познат је у светским оквирима, посебно по својим радовима из теорије скупова и опште топологије.
Курепа је 1. новембра 1993. године опљачкан и претучен после подизања пензије у банци. Подлегао је повредама 2. новембра 1993. године у ургентном центру у Београду. Сахрањен је у Алеји заслужних грађана на београдском Новом гробљу.
Син његовог брата Василија био је атомски физичар Милан Курепа.

## Награде
- Награда АВНОЈ-а, 1976.[9]
- Повеља Бернар Болцано, Праг, 1981.[9]
- Орден рада са црвеном заставом, 1965.[9]
- Орден заслуга за народ са златном звездом, 1979.[9]

## Одабрана дела
Књиге
- Теорија скупова, Београд, 1951.
- ШТО СУ СКУПОВИ И КАКВА ИМ ЈЕ УЛОГА, Загреб, 1960.
- Виша алгебра - књига прва, Београд, 1969.
- Виша алгебра - књига друга, Београд, 1969.
- Selected Papers of Đuro Kurepa, Београд, 1996-12

Научни радови
- Курепа, Ђуро (1935). „Ensembles ordonnés et ramifiés”. Publ. Math. Univ. Belgrade. 4: 1—138.
- SUR LES ENSEMBLES ORDONNES DENOMBRABLES, Загреб, 1948.
- О РЕАЛНИМ ФУНКЦИЈАМА У ОБИТЕЉИ СКУПОВА РАЦИОНАЛНИХ БРОЈЕВА, Загреб, 1953.
- On universal ramified sets, Загреб, 1963.
- Monotone mappings between some kinds of ordered sets, Загреб, 1964.
- Публиковани научни радови Ђура Курепе 1961 - 1976, Београд, 2012.